# Shuang Chimu
Shuang Chimu (chinesisch 双翅目, Pinyin Shuāng Chìmù; * 1987), das Pseudonym von Feng Yuan (chinesisch 冯原, Pinyin Féng Yuán), ist eine chinesische Schriftstellerin.

## Leben
Shuang Chimu hat einen Doktortitel in Philosophie von der Renmin-Universität in China.

## Bibliographie (Auswahl)
- 回音壁, huíyīn bì [„Soundbar“], veröffentlicht im Jahr 2015.
- 我的家人和其他进化中的动物们, wǒ de jiārén hé qítā jìnhuà zhōng de dòngwùmen [„Meine Familie und andere sich entwickelnde Tiere“], veröffentlicht im Jahr 2019.
- Der Wannengeist, Originaltitel 盆儿鬼与提箱人 (Pinyin pén er guǐ yǔ tíxiāng rén) in der Anthologie „Luchsschule“ (chinesisch 猞猁学派, Pinyin shē lì xuépài) im Januar 2020, auf Deutsch erschienen in der Anthologie Quantenträume, ISBN 978-3-453-31904-2.
- 超生游击队, chāoshēng yóují duì [„Superbionischer Guerilla“], veröffentlicht im Jahr 2020.